# Papuagylling
Papuagylling (Oriolus szalayi) är en fågel i familjen gyllingar inom ordningen tättingar.

## Utbredning och systematik
Fågeln förekommer på Nya Guinea och Västpapua. Den behandlas som monotypisk, det vill säga att den inte delas in i några underarter.

## Status
IUCN kategoriserar arten som livskraftig.